# Charlene, Princesa do Mónaco
Charlene Lynette Wittstock (Bulawayo, 25 de janeiro de 1978) é a esposa do príncipe Alberto II e princesa consorte de Mónaco desde 2011. O casal tem dois filhos, a princesa Gabriela, Condessa de Carladès, e o príncipe Jaime, Príncipe Herdeiro do Mónaco.

## Biografia
Charlene nasceu no Zimbábue, filha de Michael Kenneth Wittstock, um comerciante, e Lynette Humberstone, professora de natação. Ela tem dois irmãos, Gareth e Sean. A família se mudou para a África do Sul quando ela tinha 12 anos de idade. A família Wittstock é de origem alemã; os tataravós de Wittstock, Martin Gottlieb Wittstock (1840–1915) e sua esposa Johanne Luise Wittstock (nascida Schönknecht; 1850–1932) emigraram para a África do Sul da aldeia Pomerânia  de  Zerrenthin no norte da Alemanha em 1861 para escapar das dificuldades. Na África do Sul, os Wittstocks trabalharam como trabalhadores braçais e prospectaram diamantes sem sucesso. Ela recebeu um certificado em 2014 que comprovou sua ascendência irlandesa.
Fã de natação e nadadora profissional, em 1996 ela venceu o Campeonato Sul-Africano; em 2000 participou das Olimpíadas de Sydney, onde ficou em 5º lugar com sua equipe, e depois ganhou a medalha de ouro nos 200 m costas no encontro internacional de natação de Mônaco; em 2002 conquistou três medalhas de ouro na Copa do Mundo (50 m e 100 m costas, revezamento 4 x 100 m) e a medalha de prata nos Jogos da Commonwealth em Manchester (revezamento 4 x 100 m) e em 2007 se classificou para as Olimpíadas de Pequim, depois do que encerrou sua trajetória na natação.

## Relação com o Príncipe
Em 2000, Charlene conheceu o príncipe Alberto II de Mônaco, o soberano do Mónaco, quando foi ao país para participar do encontro internacional de natação de Mônaco, evento chamado ''Mare Nostrum". Eles foram visto juntos depois em 10 de fevereiro de 2006, dia da cerimónia de abertura dos Jogos Olímpicos de Inverno, realizados na cidade de Turim, na Itália, e posteriormente no Grande Prêmio de Mônaco (Monaco Grand Prix).
Em 2009, o príncipe e Charlene participaram do "Bal de la Rose" e do baile de gala dos prêmios The Princess Grace Statue Award, e depois, em junho de 2010, estiveram no casamento da princesa herdeira Vitória da Suécia e Daniel Westling, na cidade de Estocolmo. 

### Noivado
Em 23 de junho de 2010, Charlene e o príncipe Alberto II de Mônaco ficaram noivos. Charlene, criada como protestante, tornou-se membro da Igreja Católica Romana e recebeu catequismo nessa igreja, como requerido pela Constituição do Mónaco. A futura princesa também aprendeu o dialeto monegasco, o protocolo da corte europeia e a língua francesa.
As cerimônias civil e religiosa foram agendadas para 8 e 9 de julho de 2011, contudo, as datas foram alteradas para 2 e 3 de julho de 2011, visto que Alberto tinha um compromisso com o Comité Olímpico Internacional entre 5 a 9 de julho em Durban, África do Sul, e o príncipe queria que a primeira visita internacional oficial de Charlene como princesa fosse, justamente, para seu país.
No entanto, o casamento civil acabou acontecendo no dia 1 de julho e o religioso, no dia 2.

### Casamento
Poucos dias antes do casamento, a imprensa passou a reportar que Charlene não queria mais se casar. O rumor, segundo o G1, começou na revista francesa "L'Express", com o titular "Alberto-Charlene, perigo sobre o casamento". Vários veículos jornalísticos, que não só o G1, enfocaram o assunto, como o Correio da Manhã e o Observador de Portugal, o Extra da Globo, no Brasil, a revista Vanity Fair da Espanha, entre muitos outros.
O casamento civil aconteceu no 1 de julho de 2011 e o religioso foi realizado no dia posterior, 2 de julho.
Com a boda, Charlene foi titulada oficialmente como Sua Alteza Sereníssima, a Princesa do Mónaco, posição antes ocupada pela mãe de Alberto, a ex-atriz estadunidense Grace Kelly.

### Maternidade
Em 30 de maio de 2014, o Palácio do Príncipe de Mônaco anunciou oficialmente que a princesa Charlene esperava o primeiro filho.
Em 7 de outubro de 2014, meses depois ao anúncio da gestação, houve a confirmação de que Charlene aguardava o nascimento de gêmeos, a confirmação veio após algumas semanas de especulação da imprensa internacional.
Em 10 de dezembro de 2014, ela deu à luz a princesa Gabriela, Condessa de Carladès, e o príncipe Jaime, Príncipe Herdeiro do Mónaco.

## Funções como princesa
Desde que se tornou Princesa Consorte de Mônaco, Charlene mantém, com o marido ou individualmente, uma agenda que inclui representações em Mónaco e no exterior e que envolve tanto eventos sociais, como em eventos oficiais, como recepções de membros importantes como de famílias reais internacionais ou chefes de Estado internacionais ou também almoços e jantares oficiais. No entanto, o seu principal papel é atuar como acompanhante do marido, sendo a sua agenda particular praticamente restrita a atividades sociais e de caridade.
Desde 2012, Charlene tem a sua própria fundação, a Fundação Princesa Charlene.
Entre os títulos honorários que detém estão os de:
- Presidente de honra do Clube Senhoras de Monte Carlo;
- Madrinha da Fundação Nelson Mandela;
- Madrinha da Special Olympics Charity Foundation;
- Madrinha Born Free Foundation;
- Embaixadora Global para a "Special Olympics";
- Co-presidente da Giving Organisation Trust;
- Madrinha do AS Rugby Monaco;
- Presidente de honra da AMFE Monaco (Associação para Crianças com Doenças do Fígado);
- Presidente de Honra da Associação MONAA;

Ela é uma das sete mulheres atuais da realeza da Europa que pode usar o chamado de privilégio do branco. Em 12 de janeiro de 2013, foi a primeira vez que Charlene usou o privilégio em uma audiência com o Papa Bento XVI. O Gabinete de Imprensa da Santa Sé emitiu posteriormente um comunicado para a imprensa declarando o seguinte: "de acordo com o cerimonial prescrito do Vaticano para soberanos Católicos, foi permitido à Princesa [de Mónaco] usar um vestido branco", por ser esposa de um monarca católico. Em 18 de janeiro de 2016, Charlene usou o privilégio novamente ao visitar o Papa Francisco como parte de uma visita oficial ao Vaticano com o seu marido, o príncipe Alberto II de Mônaco.

## Interesses pessoais
Os seus interesses pessoais incluem surfe, montanhismo, arte moderna e literatura, principalmente a sul-africana. Em sua página oficial há também destaque para o interesse em ajudar, principalmente, crianças desfavorecidas.

## Saúde
Entre maio e novembro de 2021, Charlene foi obrigada a estender uma viagem à África do Sul para tratar de uma infecção otorrinolaringológica, que a levou a ser submetida a três cirurgias. Ela, inclusive, chegou a desmaiar e teve de ser levada às pressas ao hospital. Em setembro de 2021, seu marido e os dois filhos viajaram para o país africano para passar alguns dias com a princesa, que anunciou em meados de outubro que estava se recuperando bem, tendo voltado ao principado em 8 de novembro. No entanto, para se recuperar totalmente, ela se internou em outra clínica, que a imprensa especulou ser na Suíça, de onde só saiu em março seguinte. Seu primeiro compromisso oficial foi no final de abril, depois de estar afastada dos deveres oficiais há mais de um ano.

## Títulos
- 25 de janeiro de 1978 - 1 de julho de 2011: Senhorita Charlene Lynette Wittstock
- 1 de julho de 2011 - presente: Sua Alteza Sereníssima, A Princesa Consorte de Mônaco